# Maihuenia
Maihuenia é um gênero botânico da família cactaceae.

## Espécies
- Maihuenia patagonica
- Maihuenia poeppigii